# Rodolphe Mathieu
Pour les articles homonymes, voir Mathieu.
 (Mars 2023).
Rodolphe Mathieu, né le 10 juillet 1890 né à Grondines et mort le 29 juin 1962 à Montréal, est un compositeur, pianiste, organiste et professeur québécois.

## Biographie
Né à Grondines, dans la région de Québec, il suit à 16 ans sa famille qui s'établit à Montréal en 1906. Il y reçoit sa formation musicale, notamment par le professeur Alphonse Martin. Il choisit de faire carrière en tant que compositeur.
En 1907, âgé de dix-sept ans, il devient organiste pour la paroisse Saint-Jean-Berchmans de Montréal. Professeur de piano, il forme plusieurs futurs compositeurs et pianistes.
Arrivé à Paris en 1920, il poursuit ses études avec les grands maîtres parisiens de la Schola Cantorum et compose ses plus grandes pièces. Wagnérienne et debussyste, sa musique est considérée moderne pour son époque. En 1923, il obtient du Gouvernement du Québec la première bourse d'études octroyée par celui-ci à un compositeur.
Revenu au Québec en 1927, il se consacre à l'enseignement, anime les soirées Mathieu et dirige sa propre société d'édition musicale. Ses pièces sont interprétées par Léo-Pol Morin et Sarah Fischer. Il fonde en 1929 l'Institut canadien de musique où il formera des élèves comme Raymond Lévesque.
Il épouse Mimi Gagnon, avec laquelle il a un fils, André Mathieu, enfant prodige qui sera surnommé le Mozart québécois. Préoccupé par l'instruction musicale de son fils, il lui assure une formation dès le bas âge.
Parallèlement, alors qu'il travaille au conservatoire, Mathieu tente de renouveler avec l'inspiration de sa jeunesse, mais plusieurs de ses dernières compositions restent inachevées. Rodolphe Mathieu meurt à Montréal le 29 juin 1962 à l'âge de 71 ans, dix jours avant son 72e anniversaire.
Un effort considérable a été fait pour populariser son œuvre. Les critiques Gilles Potvin et Thomas Archer ont notamment cherché à faire connaître ses pièces au grand public.

## Compositions
- Le Poème de la mer, 1908
- Larmes, 1909
- Chevauchée, 1911
- Les Yeux noirs, 1911
- Trois Préludes pour piano

Sur un nom (1912)
Vagues... (1914)
J'écoute une muse qui me fuit (1915)
- Un peu d'ombre, 1913
- Lied, 1915
- Quatuor à cordes, 1920
- Trio, 1921
- Douze Études modernes, 1924
- Harmonie du soir, 1924
- Saisons canadiennes, 1927
- Symphonie-ballet avec chœurs, 1927
- Deux Poèmes, 1928
- Sanctus et Benedictus, 1931
- Prière : « O Jésus vivant en Marie », 1933
- Lève-toi, Canadien, 1934
- Quintette, 1942
- Petite main, 1955
- Symphonie pour voix humaines, 1960

## Maîtres
- Louis Aubert, compositeur
- Alban Berg, compositeur
- Vladimir Golschmann, compositeur
- Vincent d'Indy, compositeur
- Alphonse Martin, organiste et pianiste
- Céline Marier, soprano
- Albert Roussel, compositeur
- Arnold Schönberg, compositeur

## Disciples
- Fleurette Beauchamp, pianiste
- Lydia Boucher, compositrice
- Jean Dansereau, pianiste
- Auguste Descarries, pianiste
- Wilfrid Pelletier, pianiste, chef d'orchestre
- Raymond Lévesque, auteur-compositeur-interprète

## Revues et journaux
- Le Canada
- La Lyre
- Le Nigog
- La Patrie
- Opinions

## Écoles
- Collège de France (études)
- Conservatoire de musique du Québec (professeur)
- Couvent des Sœurs de Sainte-Anne de Lachine (professeur)
- Institut canadien de musique (fondateur[1])
- Institut pédagogique des Dames de la Congrégation (professeur)
- Schola Cantorum (études)

## Honneurs
- Compositeur agréé du centre de musique canadienne
- Rue Rodolphe-Mathieu de Montréal
- Salle Rodolphe-Mathieu de l'Université du Québec à Trois-Rivières
- Volume de l'Anthologie de la musique canadienne

## Réhabilitation
- Thomas Archer, critique musical
- Juliette Bourassa-Trépanier, musicologie
- Jean-Claude Labrecque, documentaire André Mathieu, musicien
- Marie-Thérèse Lefebvre, biographie : Rodolphe Mathieu : un compositeur remarquable
- Gilles Potvin, critique musical